# Villa Javier (Bogotá)
Villa Javier es un barrio ubicado en Bogotá, en la localidad de San Cristobal, Upz 33 Sosiego. Es una de las primeras urbanizaciones de Bogotá, gestada en 1913 bajo la dirección del Padre José María Campoamor y el trabajo de los obreros de Bogotá.

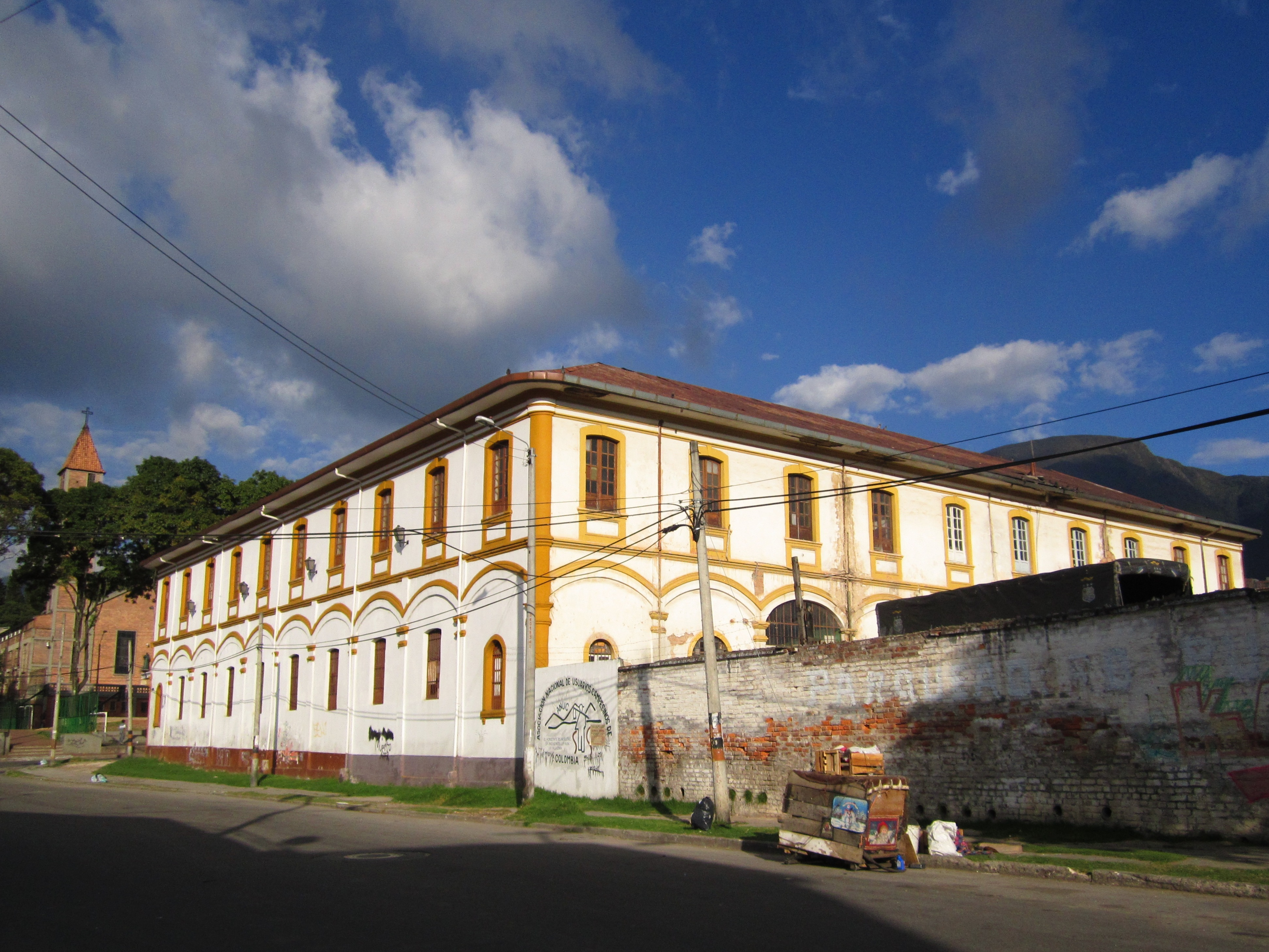
Sede ANUC, Barrio Villa Javier

## Historia
La urbanización, diseñada por el arquitecto Belga, Antonio de Stoutte y que se encuentra localizada entre las calle 8ª y 10ª sur y las carreras 2ª y 10ª. Se llamó inicialmente Barrio San Francisco Javier, hoy conocida como Villa Javier, barrio construido bajo la primera visión de lo que era la creación de un proyecto de vivienda realizando en serie destinado para los obreros del país y que desde la gestión del Padre Jesuita José María Campoamor, quien transformó el concepto de vivienda, y el impulso entre sus habitantes sobre la manera de ahorrar entre la clase trabajadora, donde a través de "círculo de obreros", se realizaba un aporte económico que se revertía en la construcción de nuevas casas para los menos favorecidos y poder establecer entre la armonía entre esfuerzo del trabajo, la colaboración de una comunidad, la sublimación del espíritu, para dignificar la calidad de vida, que engrandeciera la misma Vida en comunidad.
Según investigaciones de Rubén Hernández Molina, el Padre José María Campoamor oriundo de la Coruña de España, luego de trabajar varios años con organizaciones católicas y socialistas en Francia, Bélgica, Holanda, Austria y Alemania, llega a Colombia con el fin de trabajar con los obreros. A su llegada en el año 1910 el Padre ve una ciudad  atrasada y donde se resaltaba de gran manera la vida de los menos favorecidos en un ambiente de miseria, es por ello que en el año 1911 crea el círculo de obreros de San Francisco Javier, con el objetivo de buscar  la redención moral, económica e intelectual de la clase obrera”, principios que provenía de la doctrina social católica promulgada en la encíclica Rerum Novarum que recogió el pensamiento del Papa León XII.
Desde que se fundó el Círculo de trabajadores también se abrieron las puertas de la Caja de Ahorros, con una visión socialista, como decía el Padre “Fundamos un banco que se diferencie de los otros en que aquellos dan dividendos para los capitalistas, y este dará utilidades para remediar las necesidades de la clase pobre”, Es así como se consolidó la caja social de ahorros  para dar el soporte necesario de las obras sociales de los mismos trabajadores. Con esa estructura administrativa se sostuvieron las primeras obras de este sacerdote, entre ellas dos escuelas para niños y niñas pobres y la hospedería para jóvenes obreros y desde luego junto a ellos en el año 1913 se colocó la primera piedra del Barrio Villa Javier.
Afirma Claudia Romero Velásquez que el barrio constituye un paradigma, pues representa lo que en un momento se llamó la ciudad de Dios, donde se puede divisar el horizonte que viene cargado de porvenir y el camino que ha conducido por más de 100 años a la felicidad a sus habitantes.